# William B. Cronyn House
 (mars 2024).
William B. Cronyn House, également connue sous le nom de House at 271 Ninth Street, est une maison historique située dans le quartier de Park Slope, à Brooklyn, à New York. Elle a été construite en 1856 en style Second Empire avec un toit mansardé couvert d'ardoise. En 1888, Charles M. Higgins (1854-1929) a acquis le bâtiment et, en 1899, a ajouté une extension au 240 Eighth Street. L'édifice a été inscrit au registre national des lieux historiques en 1982. 